# Olympische Sommerspiele 1996/Teilnehmer (Bermuda)
| Gelbes Symbol für Goldmedaillen mit stilisierten Olympischen Ringen | Graues Symbol für Silbermedaillen mit stilisierten Olympischen Ringen | Braundes Symbol für Bronzemedaillen mit stilisierten Olympischen Ringen |
| ------------------------------------------------------------------- | --------------------------------------------------------------------- | ----------------------------------------------------------------------- |
| —                                                                   | —                                                                     | —                                                                       |

Bermuda nahm bei den Olympischen Sommerspielen 1996 zum 13. Mal bei Olympischen Sommerspielen teil. Die Mannschaft bestand aus neun Sportlern, von denen sieben Männer und zwei Frauen waren. Sie starteten in neun Wettbewerben in vier Sportarten. Der jüngste Teilnehmer war der Leichtathlet DeVon Bean mit 20 Jahren und 318 Tagen, die älteste war die Reiterin Suzanne Dunkley mit 40 Jahren und 121 Tagen. Die Flagge der Bermudas wurde während der Eröffnungsfeier am 19. Juli 1996 von dem Leichtathleten Brian Wellman in das Olympiastadion getragen.

## Teilnehmer
| Name            | Alter | Geschlecht | Sportart       | Resultat(e)                                                                                |
| --------------- | ----- | ---------- | -------------- | ------------------------------------------------------------------------------------------ |
| DeVon Bean      | 20    | männlich   | Leichtathletik | Platz 7 im zwölften Vorlauf über 100 Meter                                                 |
| Peter Bromby    | 31    | männlich   | Segeln         | Platz 42 im Laser                                                                          |
| Troy Douglas    | 33    | männlich   | Leichtathletik | Platz 6 im ersten Zwischenlauf über 200 Meter; Platz 7 im ersten Halbfinale über 400 Meter |
| Suzanne Dunkley | 40    | weiblich   | Reitsport      | Platz 40 im Dressur-Einzel                                                                 |
| Elliot Hubbard  | 22    | männlich   | Radsport       | Straßenrennen                                                                              |
| Paula Lewin     | 25    | weiblich   | Segeln         | Platz 14 im Europe                                                                         |
| Malcolm Smith   | 37    | männlich   | Segeln         | Platz 13 im Star                                                                           |
| Brian Wellman   | 28    | männlich   | Leichtathletik | Platz 6 im Dreisprung                                                                      |
| Lee White       | 38    | männlich   | Segeln         | Platz 13 im Star                                                                           |